# Cristinacce
Cristinacce ist eine Gemeinde im Département Corse-du-Sud auf der französischen Mittelmeerinsel Korsika. Sie gehört zum Kanton Sevi-Sorru-Cinarca im Arrondissement Ajaccio. Die Bewohner nennen sich Cristinaccais oder Cristinaccaise.

## Geografie

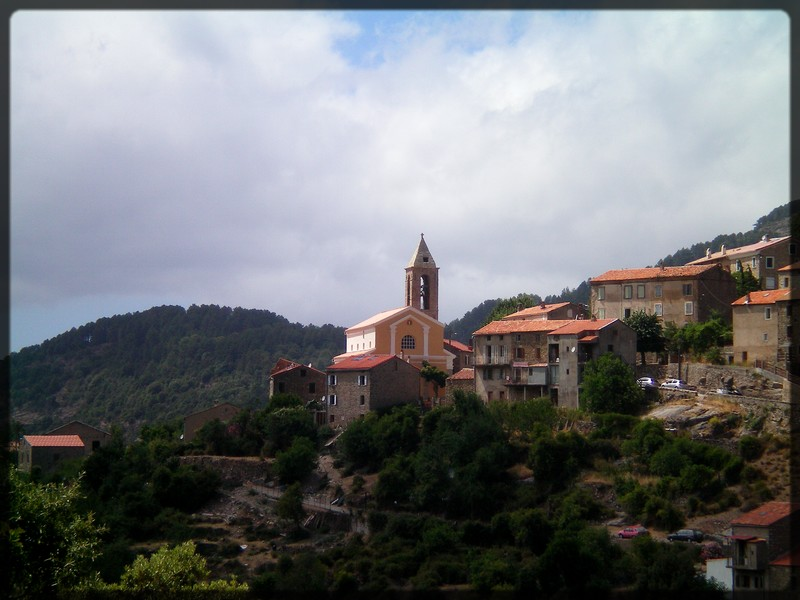
Cristinacce

Cristinacce wird von der Route nationale 195 tangiert. Nachbargemeinden sind Évisa im Nordwesten, Albertacce im Nordosten, Letia im Südosten, Renno im Süden und Marignana im Südwesten. Der Dorfkern liegt auf 835 Metern über dem Meeresspiegel.

## Bevölkerungsentwicklung
| Jahr      | 1962 | 1968 | 1975 | 1982 | 1990 | 1999 | 2008 | 2012 |
| --------- | ---- | ---- | ---- | ---- | ---- | ---- | ---- | ---- |
| Einwohner | 123  | 96   | 88   | 60   | 49   | 52   | 61   | 57   |